# La Pobla de Segur
La Pobla de Segur est une commune de la comarque du Pallars Jussà dans la province de Lérida en Catalogne (Espagne).

## Géographie
Elle est située au centre de la comarque et représente la deuxième commune en nombre d'habitants après la capitale de la comarque, Tremp.
Elle constitue le terminus de la ligne ferroviaire Lérida - La Pobla de Segur.

## Démographie
| 1900  | 1910  | 1920  | 1930  | 1940  | 1950  | 1960  | 1970  | 1981  | 1991  | 1996  | 2001  | 2005  | 2011  |
| ----- | ----- | ----- | ----- | ----- | ----- | ----- | ----- | ----- | ----- | ----- | ----- | ----- | ----- |
| 1.549 | 1.529 | 1.775 | 1.883 | 2.511 | 2.469 | 3.288 | 3.513 | 3.356 | 3.114 | 2.997 | 2.789 | 3.043 | 3.246 |

## Personnalités liées à la commune
- Josep Borrell (1947), homme politique.
- Carles Puyol (1978), footballeur.

## Lieux et monuments
- Musée dels Raiers
- Monastère de Sant Pere de les Maleses
- Église de Santa María de Montsor
- Église de San Aleix de Montsor
- Église de San Aventí de Montsor
- Église de San Jaime de Gramuntill
- Église de Santa Magdalena de la Pobla de Segur
- Église de San Juan de Vinyafrescal
- Église de San Cristóbal de Puigmanyons